# 伝えてピカッチ
『伝えてピカッチ』（つたえてピカッチ）とは、NHK総合テレビで2013年4月6日から2015年3月21日まで放送されていた日本のゲーム番組。なお、この番組は1969年から1991年まで放送されていた『連想ゲーム』を復活、アレンジしたもの。

## 番組概要
各界で活躍する男女が6人（2014年度からは5人）ずつ2チームに分かれ、与えられたお題を伝えるゲームで、「伝える力」と「ひらめき」の冴えを競い合う。3回戦まで行い、1回戦ごとに勝敗を決め、合計の勝ち数を競う。2013年7月からは4回戦のポイント制に変わった。
放送開始前には、2012年10月4日 20:00 - 20:43に「NHK番組たまご」としてパイロット版『ひらめき伝脳ゲーム ピカッチ!』が放送され、2013年3月16日 19:30 - 20:00にもパイロット版が再度放送された。
通常は男女による対抗戦が行われる。ただし、男女対抗戦以外に、2014年4月26日〜6月の優木まおみ育児休暇中など随時、レギュラーメンバーを中心とした「ピカッチチーム」と特定分野の括りで固められたチームによるゲスト大会が行われている。また、同年8月2日には特集「夏休みスペシャル」として『突撃!アッとホーム』と時間を入れ替えて20:00 - 20:45に放送された。この時は小学生大会として、北区立豊川小学校での出張版を開催。同校6年生の生徒代表51人とその担任・校長を加えた総勢54人+応援団として5年生の生徒+ゲストキャプテンとしてバイきんぐが参加し、レギュラーチームとの対戦を行った。

## 放送時間
- 毎週土曜 19:30 - 20:00（野球中継や『NHKスペシャル』など、特別番組の場合あり）

## 出演者

### 司会
- 青井実（NHKアナウンサー、パイロット版も担当）[4]

### 男性チーム
- バカリズム（男性チームキャプテン、パイロット版も担当）
  - 男女以外の対抗戦の時は特定分野の括りで固められたチームのキャプテンを務める。
- 山里亮太（南海キャンディーズ、レギュラー）[5]
- 中山優馬（NYC、準レギュラー）
  - 男女以外の対抗戦の時は「ピカッチチーム」のキャプテンを務める。

### 女性チーム
- 優木まおみ（女性チームキャプテン、2回目のパイロット版より担当）
  - 1回目のパイロット版ではキャプテンはベッキーが担当していた。
  - 2014年4月19日放送分（歌手大会）より育児休暇のため一時降板していたが、同7月5日放送分より復帰。
- 渡辺直美（レギュラー）
  - 2014年4月26日 - 5月31日（芸能人の親子大会）まではキャプテン代行を担当したが、一時休業。
  - その後同6月7日 - 21日までは回ごとにキャプテンが変わっていた。

### 不定期出演者 、及び常連ゲスト
（五十音順）
男性チーム
- 與真司郎（AAA）
- 片岡鶴太郎
- 加藤清史郎
- 北村晴男
- グローバー
- ダイアモンド☆ユカイ
- ハリー杉山
- 堀内孝雄
- 松木安太郎他

女性チーム
- IMALU
- 井森美幸
- 岩崎恭子
- 皆藤愛子
- 川島なお美
- 北村まりこ
- 小林星蘭
- ジュディ・オング
- 鈴木梨央
- 千秋
- 乃木坂46
- 森口博子
- 八代亜紀
- LiLiCo
- 渡辺えり他

※不定期で「NHK番組対抗戦」などのゲスト大会が行われることもある。

### ナレーション
- 竹内順子

## クイズの種類
ポイント制になってからは、週替わりでクイズが行われる。また、ラウンドがそれまでの3回戦制から4回戦制に変更になったが、2014年秋からは再び3回戦制が多くなっている。

### 1回戦で出題
スケッチで伝えて 頭文字でピカッチ
かな1文字が出題され、解答者以外のチームメンバーが、そのかなで始まるものの絵を10秒で描き、解答者がその頭文字を当てる。相手チームのキャプテンが、解答者にどの順番で絵を見せるか指定する。ポイント制になってからは1問正解ごとに10ポイント。また、1回戦以外でも出題される。
カタカナ禁止 言葉でピカッチ
制限時間120秒（後に150秒）の間に次々とお題が出され、キャプテンがヒントを出してチームメンバーに当てさせる。お題は必ずカタカタ言葉だが、ヒントの中でカタカナ言葉を使ってはいけない。どうしても答えが浮かばないorキャプテンがヒントを出すのに困る場合はパス可能。1問正解ごとに1点で、カタカナ言葉を使うと1点減点になる。ポイント制になってからは1問正解ごとに5ポイント。ただし、NG（カタカナ語）を出してしまうとマイナス5ポイント。また、最終戦で出題されたこともある。
音と動きで なりきりピカッチ
制限時間120秒で次々とお題が出される。お題は物で、チームメンバーが順番に動きと擬音でヒントを出してキャプテンが答える。意味のある言葉を発するとNG。1問正解ごとに5ポイント。
2人で伝えて ダブルでピカッチ
お題は、1つの単語を途中で分けるとそれぞれ別の言葉になるもの（「へそくり＝へそ＋くり」のように）。答えるメンバー以外の4人が2人ずつの組になり、前半と後半の言葉をそれぞれ絵で描いてお題を当てる。制限時間内に最大8問出題される。1問正解ごとに5ポイント。
物で伝えて なりきりピカッチ
「音と動きで なりきりピカッチ」と同じだが、音や動作に加えて道具も使ってヒントを出す。
巣鴨でピカッチ→出張なりきりピカッチ
敬老の日SPで放送。皆藤と中山が巣鴨に行き、現地の人に「なりきりピカッチ」の出題をしてもらう。問題数とそれぞれの出題者のVTRの長さは決まっており、途中で正解が出ても問題は最後まで流される。その後、レギュラー放送で「出張なりきりピカッチ」となり、全国各地で問題VTRを収録するようになった。
出張もの作りピカッチ
あるものの作業工程を中山がリポートしたVTRを見て何を作っているか当てる。VTRの前半と後半にそれぞれ解答チャンスがある。答えがわかった人は前のつい立てのところに行き、答えを書いて見せる方式で、前半の解答チャンスで正解すると1人10点、後半の解答チャンスでは1人5点入る。間違えると解答権がなくなる。

### 2回戦、3回戦（リニューアル後）で出題
こねて伝えて 粘土でピカッチ
解答者以外のメンバーが、お題が伝わるように粘土で表現する。粘土タイムは90秒。相手チームのキャプテンが、解答者にどの順番で作品を見せるか指定する。その後、解答者以外の全員が協力して240秒で1つの作品を作るコーナーもできた。このコーナーは3回戦で行われたことがある（後述の団体戦）。ポイント制になってからは1人目で正解すれば50ポイント、以後1人オープンごとに10ポイントずつ減っていく（5人目で正解は10ポイント）。
似顔絵で伝えて 重ねてピカッチ
ある有名人の顔を、解答者以外のチームメンバーが、目、鼻、髪型、輪郭などに分けて透明なボードに描く。1枚ずつ重ねていって、何枚目で当てられるか競う。
レシピで伝えて グルメでピカッチ
言葉でピカッチと同じルールで、キャプテンは材料、作り方、味だけをヒントとして出し、料理名を当てさせる。「子どもに人気」など他のヒントを出すと減点になる。
一文字で伝えて 漢字でピカッチ
解答者以外のメンバーが、毎回のお題（例えば「ある職業」）を制限時間10秒で漢字1文字で表し、5人の書いた文字からお題を当てる。1問正解ごとに10ポイント。
描き足して伝えて モザイクピカッチ
パネルの中央に、ある物にモザイクをかけた絵がある。解答者以外のメンバーがそれぞれ、この周りに絵を描き足して、5人の絵から、モザイクをかけられた物が何であるか当てる。
イラストで伝えて 5文字でピカッチ
5文字の言葉が出題され、解答者以外のチームメンバーがそれぞれ、1文字目、2文字目、3文字目、4文字目、5文字目で始まる物の絵を10秒で描く。5文字の言葉を当てることができれば10ポイント。
2014年度からはメンバーが減ったため4文字になった。
貼って伝えて ちぎり絵でピカッチ
解答者以外のメンバーに、頭文字が同じ5つ（2014年度から4つ）のお題が出され、5人（4人）で分担してそれぞれのお題をちぎり絵で表現する。解答者が制限時間内に正解できた数によって1つ5ポイント。
ひらがなで伝えて 文字絵でピカッチ
『マジカル頭脳パワー!!』の「マジカルコイン いち文字クイズ」のように、お題の絵を90秒で、各パーツの頭文字のひらがなだけを書いて伝える。文字の色は自由に選ぶことができる。3人がそれぞれ絵を描いて同時に見せ、解答者2人が相談して答えを決める。正解すれば50点。
イラストで伝えて にこにこピカッチ
「にこにこ」のような状態や気持ちを表す繰り返し言葉が出題され、解答者以外のメンバーがそれぞれ絵を描く。相手チームのキャプテンが指定した順番で作品を見せるが、1回目は2人分を同時に見せる。最初の2人で正解すれば50ポイント、以下ポイントが減っていく。2014年11月8日からは、1回で全員分を同時に見せるようになり、解答権は1回のみで正解すると20ポイントになった。
出張ピカッチ
正月スペシャルで放送。ゲストがVTRで「粘土でピカッチ」や「ちぎり絵でピカッチ」を出題し、チームの全員が解答する。1人正解につき10点。
イラストとちりぎ絵で伝えて 4文字でピカッチ
4文字の言葉のそれぞれの文字で始まるものの絵を4人が作り、残りの1人が4文字の言葉を当てる。イラストとちぎり絵の2問出題される（一方だけの場合もある）。イラストは作製の制限時間10秒、ちぎり絵は制限時間90秒。正解すると50ポイントで、不正解の場合は4人のうち1人に何の絵か聞くことができ、そこで正解すると20ポイント。

### 最終戦で出題
お布団で伝えて 寝相でピカッチ
最近注目されている「寝相アート」のように、解答者以外のチームメンバーが布団に寝ることでお題を伝える。寝相をつくる時間は120秒。さまざまな小道具を使える。
映して伝えて 影絵でピカッチ
解答者以外のメンバーが影絵でお題を伝える。影絵をつくる時間は120秒。さまざまな小道具を使える。
粘土でピカッチ 団体戦
5人で一つのお題を、個人戦の10倍のサイズの粘土で作って伝える。作成タイムは240秒。なお、粘土は必ず全部使わなければならない。
解答チャンスは3回のみ。獲得ポイントは、100秒-正解所要時間がポイントとなる（例：5秒で正解した場合は100-5=95ポイント）。しかし、解答者に出来上がった作品（粘土や寝像アートなど）を見せるとほぼ同時に「99ポイント（1秒経過した）」と表示されているため、事実上100ポイント（0秒）獲得は不可能となっている。また、たとえ高ポイントを獲得しても勝敗が目に見えている場合は、勝利に何ポイント必要なのか説明を省き、そのまま最終ゲームを行う。例えば、3回戦までの結果で男性チームが200、女性チームが100とすると、女性チームがどんなに頑張って99ポイントを取ったとしても、男性200VS女性199となるため男性チームの勝利が3回戦の時点で確定しているが、何ポイント勝利に必要なのか説明せず普通に最終ゲームを行う。
貼って伝えて 大ちぎり絵でピカッチ
縦1.5メートル、横3.6メートルのキャンバスに、解答者以外のチーム全員で1つのちぎり絵を作る。ちぎり絵を隠したカーテンが4分の1ずつ開き、どの段階で当てるかによって50、40、30、20ポイントとなる。カーテンを左右どちらから開けるかは相手チームのキャプテンが指定できる。2014年6月21日からは、隠すものがカーテンでなくパネルになり、4分の1ずつの開け方が、位置をランダムに指定できるようになった。2014年12月6日からは得点が80、40、20、10ポイントとなった。最終戦以外で出題されたこともある。
短く伝えて あいうえおピカッチ
同じジャンルの5つのお題が出され、解答者以外が五十音パネルを使ってそれぞれのヒントを同時に作る。しかしパネルは五十音それぞれの文字が1枚ずつしかない（濁点・半濁点と「ー」は5枚ずつある）。解答チャンスは1つにつき1回。1つ正解するごとに20ポイント。最終戦以外で出題される場合は1つ5ポイント。

## スタッフ
- 構成：矢野了平、藤本裕、小杉四駆郎、水野圭祐
- 撮影：福島映巳
- 音声：南部弘
- 音響効果：大久保孝志
- 美術：山口高志
- 編集：城島純一
- プロデューサー：有吉伸人
- 制作統括：大田純寛、二谷裕真
- 演出：坂本宏之
- 制作協力：スーパー・ブレーンＮＥＸ
- 技術協力：NHKメディアテクノロジー
- 制作：NHKエンタープライズ
- 制作著作：NHK